# Greatest Hits (álbum de Aerosmith)
Greatest Hits es el primer álbum compilatorio de Aerosmith. Obtuvo multiplatino y contiene algunos de los hits que hizo de la banda un icono de la era del rock de los 70's. Algunas versiones remasterizadas de Greatest Hits aparecieron en los 90's y son considerados responsables de la reaparición de la banda con sus éxitos clásicos durante la nueva década. 
Greatest Hits es el álbum con más ventas de la banda en los Estados Unidos, obteniendo ventas excediendo los diez millones de copias. La banda ganó un premio de diamante cuando sus ventas pasaron los 10 millones de ventas en el año 2001.

## Lista de canciones
1. "Dream On" (Tyler) – 4:28
2. "Same Old Song and Dance" (Perry, Tyler) – 3:01
3. "Sweet Emotion" (Hamilton, Tyler) – 3:12
4. "Walk This Way" (Perry, Tyler) – 3:31
5. "Last Child" (Tyler, Whitford) – 3:27
6. "Back in the Saddle" (Perry, Tyler) – 4:38
7. "Draw the Line" (Perry, Tyler) – 3:21
8. "Kings and Queens" (Douglas, Hamilton, Kramer, Tyler, Whitford) – 3:47
9. "Come Together" (John Lennon, Paul McCartney) – 3:45
10. "Remember (Walking in the Sand)" (Morton) – 4:05

## Tablas de posiciones
Álbum - Billboard (Estados Unidos)
| Año  | Tabla             | Posición |
| ---- | ----------------- | -------- |
| 1987 | The Billboard 200 | 154      |

## Certificaciones
| Organización | Nivel                  | Fecha                   |
| ------------ | ---------------------- | ----------------------- |
| RIAA - USA   | Oro                    | 3 de marzo de 1981      |
| RIAA - USA   | Platino                | 27 de enero de 1986     |
| RIAA - USA   | Platino x2             | 24 de noviembre de 1986 |
| RIAA - USA   | Platino x4             | 21 de noviembre de 1988 |
| RIAA - USA   | Platino x5             | 29 de abril de 1991     |
| RIAA - USA   | Platino x6             | 10 de marzo de 1992     |
| RIAA - USA   | Platino x8             | 21 de octubre de 1994   |
| RIAA - USA   | Platino x9             | 1 de agosto de 1996     |
| RIAA - USA   | Diamante (Platino x10) | 26 de febrero de 2001   |

- Datos: Q1191101